# May Skaf

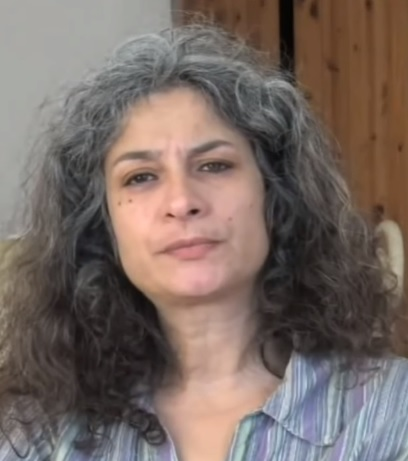
May Skaf, 2017

May Skaf (* 13. April 1969 in Aschrafiyya, Libanon; † 23. Juli 2018 in Dourdan) war eine libanesisch-syrische Film- und Fernsehschauspielerin, Comedian und Aktivistin.

## Leben
Skaf wurde in einer christlichen Familie als Tochter eines syrischen Vaters und einer libanesischen Mutter in einem beliebten muslimischen Viertel von Damaskus geboren. Sie studierte französische Literatur an der Damaskus Universität.
Skaf gab ihr Schauspieldebüt 1993 in dem Drama Echoes of Sides des Regisseurs Maher Kaddo. Zudem spielte sie von 2005 bis 2011 in einer Hauptrolle Al Yamamah in der Historien-Serie Akher Ayyam Al Yamamah.
Bekanntheit erlangte sie im Mai 2011, als sie zu einer Gruppe von Personen des öffentlichen Lebens gehörte, die eine Revolte im Bürgerkrieg in Syrien anzettelten. Am 13. Juli 2011 wurde Skaf in Damaskus durch Sicherheitsbehörden festgesetzt und zusammen mit einer Gruppe aus Autoren, Journalisten und Künstlern verhaftet. Vier Tage später, am 18. Juli, wurde sie zusammen mit ihren Mitinsassen wieder auf freien Fuß gesetzt. Die 30 kurzzeitig verhafteten Künstler wurden zu einem Symbol der Revolte gegen das Assad-Regime.
Im Sommer 2016 sorgte sie abermals für Aufsehen, als sie gegen die europäische Flüchtlingspolitik demonstrierte, indem sie sich als eine der Freiwilligen meldete, die sich von libyschen Tigern fressen lassen wollten. Die Aktion für die Einführung eines legalen Wegs der Einwanderung von Flüchtlingen wurde unter dem Namen „Flüchtlinge fressen – Not und Spiele“ vor dem Maxim Gorki Theater in Berlin organisiert. Das Projekt war eine Aktion des Künstlers Philipp Ruch.
Sie starb am 23. Juli 2018 im Exil in Paris 49-jährig an einem Herzinfarkt.